# Eurytion mumbwae
Eurytion mumbwae är en mångfotingart som beskrevs av Dobroruka 1969. Eurytion mumbwae ingår i släktet Eurytion och familjen storjordkrypare.
Artens utbredningsområde är Zambia. Inga underarter finns listade i Catalogue of Life.